# Ulrich II. von Ernau

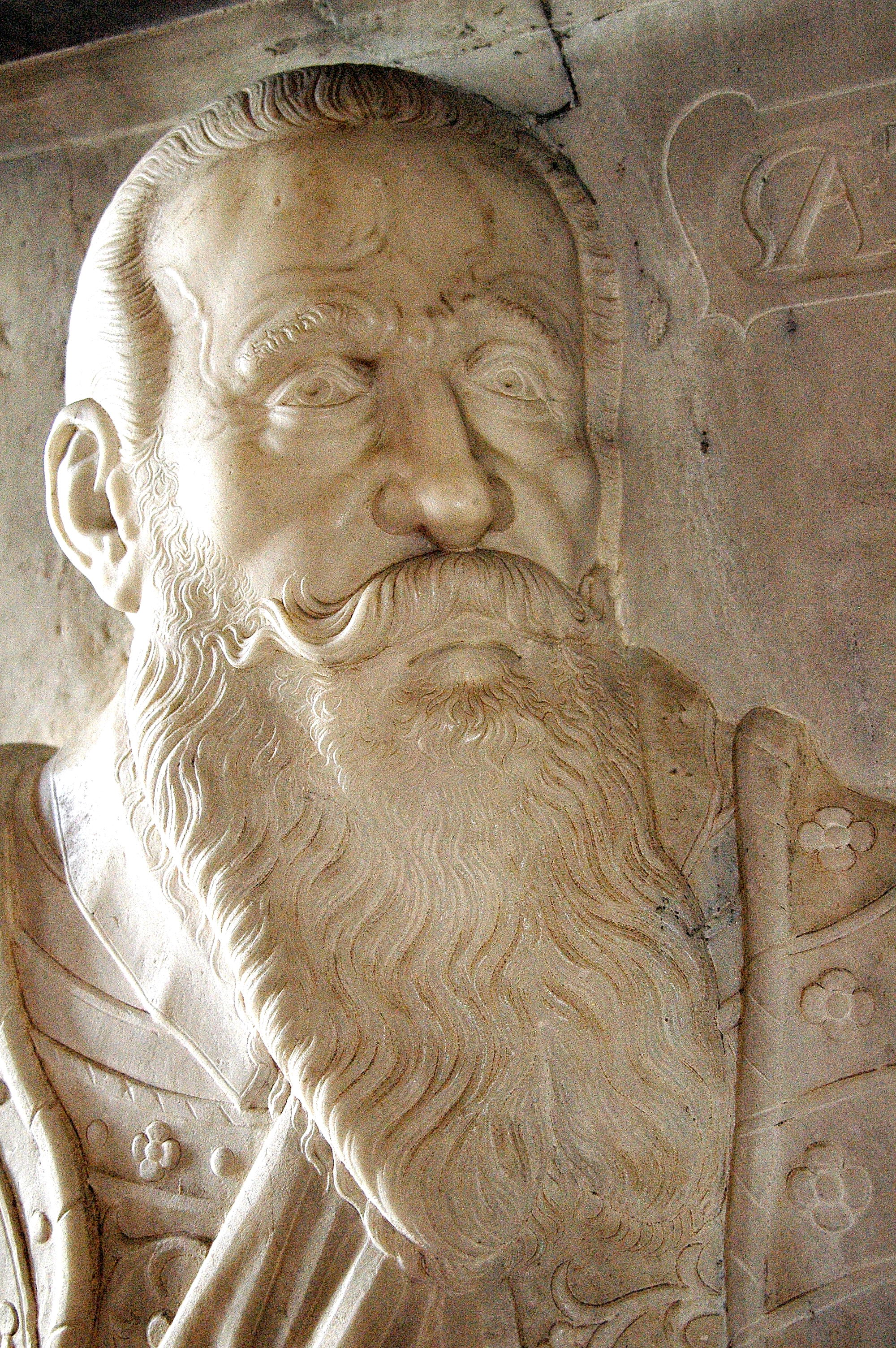
Ulrich II. von Ernau

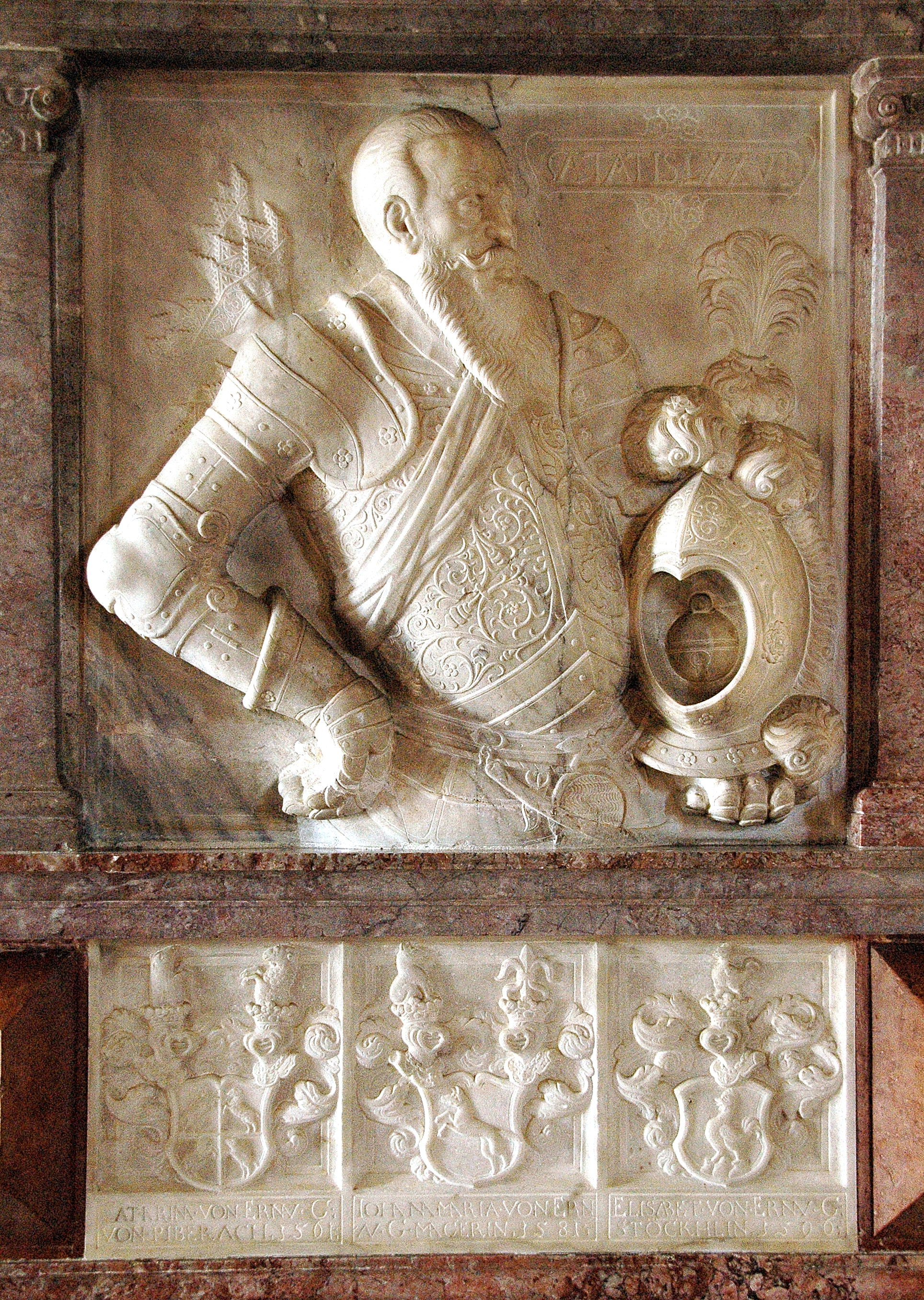
Grabdenkmal für Ulrich II. von Ernau in der Pfarrkirche Moosburg in Moosburg

Ulrich II. von Ernau (* 1531 in Moosburg; † 3. November 1607 in Klagenfurt) war ein österreichischer Adliger und Herr von Moosburg.

## Geschlecht der Ernauer
„Die Ernau waren typisch für die Adelsentwicklung seit dem 14. Jahrhundert, da für ihr Hochkommen der landesfürstliche Dienst, also die Beamtenstellung dieser Art und Zeit, und die Versippung mit zahlreichen Ämterträger-Familien maßgebend war.“

Mitglieder des Adelsgeschlechtes der Ernauer hatten sich in verschiedenen Kriegen bewährt: 1490 vertrieb ein Ernauer die Soldaten des Matthias Corvinus aus der Stadt Friesach, ein Leonhard von Ernau und ein Jakob von Ernau fielen 1525 im Kampf gegen die aufrührerischen Salzburger Bauern, andere kämpften in den Türkenkriegen.
Seinen Namen hatte das Geschlecht von der Burg Ernau im steirischen Tal der Liesing. Ein Jakob von Ernau war 1462 mit einer Margaretha von Moosburg verheiratet, deren Familie in männlicher Linie erloschen war; die Herrschaft Moosburg kam so an die Ernauer, in deren Eigentum sie 1515 durch Kauf überging.

## Leben
Ulrich von Ernau wuchs vermutlich bereits im neuen Schloss Moosburg über der gleichnamigen Ortschaft auf. Es war auf einem Hügel neben einem vorhandenen Wehrturm errichtet worden. Die spätgotische Anlage war noch ganz mittelalterlicher Bautradition verhaftet: über einem hochgewölbten Kellergeschoß lag ein riesiger Rittersaal, der durch vier achteckige Pfeiler in drei Schiffe geteilt war. Die Familie hatte zu jener Zeit im Kreis der Landstände Sitz und Stimme. Diese Landstände beherrschten die Landespolitik und hatte Klagenfurt zu ihrer Metropole erkoren. 1533 war ihnen vom Landesherrn sogar die Münze verpfändet worden. Nachdem der diesbezügliche Vertrag mehrere Male eine Verlängerung erfahren hatte, kam es 1580 zur Neubestellung des ständischen Münzgenerals. Als Ulrich von Ernau erfuhr, dass man ihn mit der Aufgabe des Geldmachens betrauen wollte, lehnte er mit dem Hinweis „auf die schwachheit seines hauptes“ ab, obwohl er damals erst im Alter von 49 Jahren stand. Er schlug seinerseits für dieses Amt Ludwig von Dietrichstein vor, der „ein starker und gesunder Mann“ sei. Es kam in der Folge zwar zu einem neuen Dreiervorschlag, aber das Interesse konzentrierte sich umso stärker auf Ernau, der sich nun wegen seiner Geschäfte entschuldigte. Wie lange er sich zierte, das Amt des Münzherrn zu übernehmen, ist nicht bekannt. 1586 tritt uns der Moosburger Herrschaftsbesitzer jedoch nicht nur als „vorgesetzter Münzherr“, sondern auch als Verantwortlicher für das ständische Bauwesen entgegen. Das zweite Amt hatte er von Landeshauptmann Georg von Khevenhüller übernommen. In Ernaus Händen lagen demnach die Prägung der Kärntner Münze und das gesamte öffentliche Bauwesen. Die neue Stadtbefestigung und das ständische Landhaus gingen zwar der Vollendung entgegen, aber mit anderen Bauten, wie der großen protestantischen Predigerkirche (heute Domkirche), hatte man eben erst begonnen. Ulrich von Ernau stand 1586 im Alter von 55 Jahren. Seit 1585 war er zudem Besitzer der Herrschaft Glanegg. Er war zu dieser Zeit nach zweimaliger Witwerschaft vermutlich wieder verheiratet. Seine erste Frau (Katharina von Pibriach) hatte er mit dreißig 1561 verloren, seine zweite (Johanna Maria von Mager) fünfzigjährig 1581. Auch die dritte Frau (Elisabeth Stöckl) überlebte ihren Gemahl nicht; ihr Tod machte ihn 1596 noch einmal zum Witwer.
Ulrich von Ernau, der noch 1603 in den Münzbüchern als „Münzvorgesetzter“ aufscheint, erreichte ein respektables Alter: er schloss seine Augen mit 76 Jahren am 3. November 1607 in Klagenfurt. Sein Leichnam wurde in der Pfarrkirche Moosburg beigesetzt.

## Grabdenkmal in der Moosburger Pfarrkirche
Ulrichs Söhne Balthasar und Hektor gaben beim landschaftlichen Bildhauer und Baupolier Martin Pacobello ein Grabdenkmal in Auftrag, das 1609 geliefert wurde und sich in der Vorhalle der Moosburger Pfarrkirche befindet, die die Söhne anlässlich der Aufstellung des Monuments restaurieren ließen.
Das als „Wandgrabmal“ gestaltete Denkmal ist von beachtlicher künstlerischer Qualität: Es besteht aus vier Teilen und weist verschiedene Marmorarten auf. Den unteren Teil bildet die von zwei Trägervoluten eingeschlossene Tafel aus schwarzem Marmor mit einer 13-zeiligen Legende in Deutsch. In der darüberliegenden Sockelzone, die nach außen mit einem dunkelfarbigen Diamantquader abschließt, stehen nebeneinander die in hellem Stein ausgeführten Wappen der drei Gattinnen Ulrichs. Über der Wappenzone liegt ein ausladendes Gesims, das zwischen rötlichgrauen Marmorpilastern das Brustbild des Edelmannes zeigt. Auch für die Darstellung im Dreiviertelrelief wurde weißer Stein verwendet. Es zeigt den obersten Bauherrn und Münzmeister im Harnisch. Ernau stützt die Rechte in die Hüfte, während seine Linke den mit Federn und einem Stoß geschmückten offenen Helm hält, in dessen Innerem die Schelle als Wappen der Ernauer sichtbar ist. Der Kopf ist hervorragend gestaltet, das Gesicht von einem Vollbart umrahmt. Rechts vom Haupt steht die Altersangabe („AETATIS LXXVI“), darunter findet sich in einem Ornament die Jahreszahl 1609 und wieder darunter das Monogramm „MP“ des Künstlers mit dem „F“ für „fecit“. Den Abschluss des Monuments bildet wieder eine Schriftzone mit biblischem Text, die von Gebälk eingeschlossen ist. Das Ernau-Epitaph gilt als die schönste Arbeit von Martin Pacobello, dem der Magistrat Klagenfurt 1619 das Bürgerrecht verlieh. Der frühbarocke Bildhauer starb 1630.

## Münze
Die Klagenfurter Goldmünzen waren wegen ihres hohen Feingehalts weitum ein begehrtes Zahlungsmittel. Deren Prägung erfolgte in einem alten Hammerwerk außerhalb der Stadt und nicht in der Münzanstalt selbst, die wahrscheinlich im Landhaus untergebracht war. Die Münze beschäftigte rund 100 Personen. 1611 ist Melchior Putz von Kirchheimegg Münzmeister und Hektor Ernau Münzinspektor. Beide erhalten am 20. Mai einen Verweis, weil Dukaten ohne Jahreszahl mit einem niedrigeren Feingehalt in Umlauf gebracht worden waren. Wenn das dem Landesfürsten zu Ohren käme, würde es übel vermerkt werden. Putz wurde später der Prozess gemacht und die Münze zurück nach St. Veit an der Glan verlegt. Hektor Ernau war schon über 70, als er 1629 gezwungen wurde, auszuwandern, weil er sich geweigert hatte, dem protestantischen Glauben abzuschwören und in die katholische Kirche zurückzukehren. Ins Exil gingen auch seine Frau Katharina Elisabeth, eine Geborene von Keutschach, und acht Kinder. Lediglich eine verheiratete Tochter blieb in Kärnten zurück.